# アラン・ゴードン
アラン・ゴードン（Alan Gordon 、1981年10月16日 - ）は、アメリカ合衆国・カリフォルニア州ロングビーチ出身の元プロサッカー選手。元サッカーアメリカ合衆国代表。現役時代のポジションはFW。

## 経歴

### 初期
カリフォルニアのロングビーチで生まれ、10代半ばでアリゾナのギルバートに移住。高校卒業後はヤヴァパイ大学、次いでオレゴン州立大学のサッカー部でプレーした。

### クラブ
2004年のMLSスーパードラフトで、全体53人目でロサンゼルス・ギャラクシーの指名を受けた。しかしゴードンは入団を拒否し、代わりにAリーグのポートランド・ティンバーズとプロ契約を締結した。加入初年度から主力に定着し、27試合で17ゴールを挙げリーグ得点王を獲得した。
Aリーグ終了後、レンタルでロサンゼルス・ギャラクシーに移籍。2005年シーズンよりロサンゼルス・ギャラクシーに完全移籍した。
2010年8月、金銭トレードでチーヴァスUSAに移籍。
2011年シーズン開幕前、ニック・ラボルッカとのトレードでトロントFCに移籍。
2011年7月、ライアン・ジョンソン獲得のトレード要員として、ジェイコブ・ピーターソン、ナナ・アタコラと共にサンノゼ・アースクエイクスに移籍。
2014年8月、金銭トレードで古巣ギャラクシーに復帰。
2017年シーズンよりコロラド・ラピッズにフリーで加入。
2018年3月、シカゴ・ファイアーに加入。10月28日のシーズン最終戦後、現役引退を表明。

### 代表
2012年10月12日、2014 FIFAワールドカップ・北中米カリブ海2次予選のアンティグア・バーブーダ戦で代表戦初出場。
2013 CONCACAFゴールドカップではメンバー入りしたが、出番は無かった。2015 CONCACAFゴールドカップでもメンバー入りし、ジャマイカ戦に出場した。

## タイトル

### クラブ
ポートランド・ティンバーズ
- Aリーグ (1): 2004

ロサンゼルス・ギャラクシー
- MLSカップ (2): 2005, 2014
- USオープンカップ (1): 2005

トロントFC
- カナディアン・チャンピオンシップ (1): 2011

サンノゼ・アースクエイクス
- サポーターズ・シールド (1): 2012

### 代表
- CONCACAFゴールドカップ (1): 2013

### 個人
- Aリーグ得点王 (1): 2004